# オーロラの救世主
『オーロラの救世主』（オーロラのきゅうせいしゅ; A New World Record）は、1976年に発表されたエレクトリック・ライト・オーケストラ（ELO）のアルバム。ジェフ・リンのポップ路線が徐々に完成しつつあるELO過渡期の作品である。
『エルドラド』（1974年）や『フェイス・ザ・ミュージック』（1975年）等の作品を経て、ELOはその音楽性を確立しようとしていた。
アルバムタイトル「A New World Record」は、ミュンヘン・オリンピックのテレビ中継の「世界新記録」というテロップから取ったものである。
アルバムには「タイトロープ」「テレフォン・ライン」「ドゥ・ヤ」といったヒット曲が収録されている。このアルバムは、英国の売上で初めてトップ10入りし、米国と英国で200万枚以上を売り上げるマルチプラチナを獲得。発売から1年間に全世界で500万枚を売り上げた。次作『アウト・オブ・ザ・ブルー』（1977年）への大きな足がかりとなる作品である。
ELOを象徴することになるカラフルな円盤は、このアルバムのジャケットが初登場となる。

## 収録曲
A面
1. タイトロープ - Tightrope
2001年のズームツアーで演奏されたほか、2016年から開始されたAlone In The Univerceツアーではオープニングナンバーに抜擢された。
2. テレフォン・ライン - Telephone Line
1977年5月にシングルカット。全世界で大ヒットしたELOの代名詞的作品。重厚なオーケストラとコーラスを配した「ELO的POPバラード」の代表作との評価が高い。
3. 哀愁のロッカリア - Rockaria!
1977年2月にシングルカット。各種ベスト盤にも収録。
タイトルの通り、「ロック」と「アリア」を融合したようなアレンジ。歌詞はアリア歌手にロックンロールを教えるというもの。
4. ミッション - Mission (A World Record)
遠くの星からやってきた生命体が、地球を視察するというSF的な歌詞。アルバムのタイトルソングであり、ジャケットの円盤もこの曲を意識したものであろう。

B面
1. ソー・ファイン - So Fine
一見、典型的なELOポップだが、民族音楽風の間奏が挿入されているなど実験的な試みも見られる。次曲とは連結されている。
2. オーロラの救世主 - Livin' Thing
1976年10月にシングルカット。イギリスで4位、アメリカで13位。ミック・カミンスキーのバイオリンがイントロに大きくフィーチャーされている。
3. アバブ・ザ・クラウズ - Above The Clouds
ELOの曲の中ではかなり短い部類に入る。
4. ドゥ・ヤ - Do Ya
ザ・ムーヴ時代の楽曲のセルフカヴァー。ELO風に味付け直されており、以降のコンサートではこちらのアレンジで演奏されている。
5. シャングリ・ラ - Shangri-La
ザ・ビートルズの楽曲「ヘイ・ジュード」が歌詞に登場する。

リマスター盤のボーナス・トラック
1. テレフォン・ライン[ディファレント・ヴォーカル] - Telephone Line (Different Vocal)
2. サレンダー - Surrender
2006年に再発の際、シングルカットされた。
3. タイト・ロープ[インストゥルメンタル・ラフ・ミックス] - Tight Rope (Instrumental Early Rough Mix)
4. アバヴ・ザ・クラウド[インストゥルメンタル・ラフ・ミックス] - Above The Clouds (Instrumental Rough Mix)
5. ソー・ファイン[インストゥルメンタル・ラフ・ミックス] - So Fine (Instrumental Early Rough Mix)
6. テレフォン・ライン[インストゥルメンタル] - Telephone Line (Instrumental)